# Trận Surabaya
Trận Surabaya diễn ra giữa các binh sĩ và dân quân Indonesia ủng hộ độc lập chống lại quân Anh và Ấn Độ thuộc Anh, nằm trong Cách mạng Dân tộc Indonesia. Đỉnh cao của trận chiến là vào tháng 11 năm 1945. Đây là trận chiến đơn lẻ gây tổn thất nặng nhất trong cách mạng và trở thành một biểu tượng quốc gia cho sức kháng cự của người Indonesia. Người Indonesia nhìn nhận đây là một nỗ lực anh hùng, nó giúp khích động người Indonesia và quốc tế ủng hộ Indonesia độc lập. 10 tháng 11 hàng năm được Indonesia kỷ niệm với tên gọi là ngày Anh hùng (Hari Pahlawan).
Khi quân Đồng Minh đến vào cuối tháng 10 năm 1945, các vị trí đóng quân pemuda ("thanh niên") tại thành phố Surabaya được mô tả là "một pháo đài thống nhất vững mạnh". Giao tranh ác liệt bùng phát vào ngày 30 tháng 10 khi 600 binh sĩ Ấn Độ bỏ mạng cùng sĩ quan người Anh là Chuẩn tướng A. W. S. Mallaby. Người Anh trả đũa bằng một cuộc càn quét trừng phạt bắt đầu vào ngày 10 tháng 11, được các đợt không kích yểm hộ. Mặc dù quân Anh chiếm lĩnh được phần lớn thành phố trong vòng ba ngày, song lực lượng cộng hòa được trang bị kém vẫn ngoan cường  chiến đấu trong ba tuần, và hàng nghìn người thiệt mạng trong khi cư dân chạy đến vùng nông thôn.
Lực lượng Cộng hòa phải chịu thất bại về quân sự, tổn thất về nhân lực và vũ khí cản trở nghiêm trọng lực lượng Cộng hòa trong giai đoạn sau này của cách mạng, tuy nhiên trận chiến khích động người Indonesia ủng hộ độc lập và thu hút quan tâm quốc tế. Đối với người Hà Lan, trận chiến khiến họ phải bỏ nghi ngờ rằng Cộng hòa chỉ là một phái gồm những kẻ từng cộng tác với Nhật Bản và không được dân chúng ủng hộ. Trận chiến cũng thuyết phục người Anh rằng sẽ khôn ngoan nếu giữ trung lập trong cách mạng; người Anh sau đó ủng hộ sự nghiệp Cộng hòa tại Liên Hợp Quốc.

## Bối cảnh
Ngày 17 tháng 8 năm 1945, Sukarno và Hatta tuyên bố Indonesia độc lập tại Jakarta, hai ngày sau khi Thiên hoàng Nhật Bản đầu hàng tại Thái Bình Dương. Khi tin tức về tuyên ngôn độc lập truyền bá khắp quần đảo, nhân dân Indonesia thấy một cảm giác tự do khiến hầu hết họ nhận mình là người ủng hộ Cộng hòa. Trong các tuần lễ tiếp theo, tồn tại khoảng trống quyền lực cả từ bên ngoài và bên trong Indonesia, tạo một không khí bất định, song cũng là một cơ hội. Ngày 19 tháng 9 năm 1945, một nhóm tù binh người Hà Lan được người Nhật hỗ trợ tiến hành thượng quốc kỳ Hà Lan bên ngoài Khách sạn Yamato (nguyên là Khách sạn Oranje, nay là Khách sạn Majapahit) tại Surabaya. Sự kiện này kích động dân quân Indonesia, họ vượt qua người Hà Lan và người Nhật rồi xé phần màu lam trên quốc kỳ Hà Lan nhằm biến chúng thành quốc kỳ Indonesia. Thủ lĩnh của nhóm người Hà Lan là Ploegman bị đám đông giận dữ sát hại.

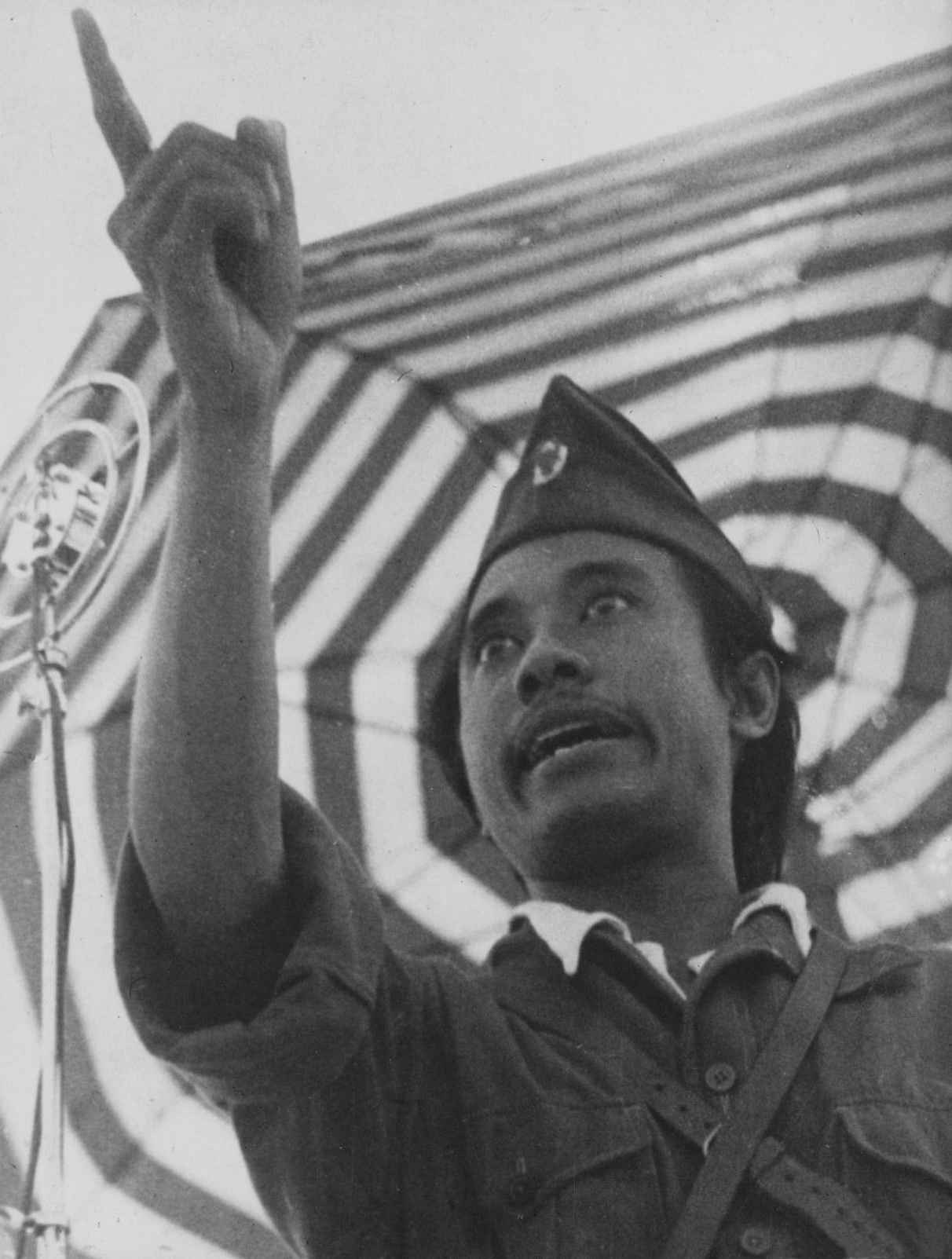
Bung Tomo đang phát biểu tại Surabaya, một trong các lãnh tụ cách mạng được tôn trọng nhất, mặc quân phục của Lục quân Đế quốc Nhật Bản. Bức ảnh này trở thành một hình ảnh biểu trưng của cách mạng.

Chỉ huy cấp cao người Nhật tại Surabaya là Phó Đô đốc Shibata Yaichiro ủng hộ những người Cộng hòa và cho người Indonesia chuẩn bị tiếp cận vũ khí. Ngày 3 tháng 10, ông đầu hàng một hạm trưởng của Hải quân Hà Lan, là đại diện đầu tiên của Đồng Minh đến thành phố. Yaichiro lệnh cho binh sĩ dưới quyền bàn giao các vũ khí còn lại của họ cho người Indonesia, người Indonesia không giao lại chúng cho Đồng Minh.
Quân Anh mang đến một đạo quân Hà Lan có quy mô nhỏ, được gọi là Ủy ban Dân sự Ấn Độ Hà Lan (NICA). Người Anh lo ngại về sự dũng cảm và năng lực của các phần tử dân tộc chủ nghĩa, những người đã tấn công các đồn của Nhật Bản trên khắp quần đảo bằng các vũ khí sơ khai. Mục đích chủ yếu của quân Anh tại Surabaya là đoạt khí giới từ quân Nhật và dân quân Indonesia, chăm sóc các cựu tù binh chiến tranh, và đưa các binh sĩ Nhật Bản còn lại về Nhật Bản.
Trong tháng 9 và tháng 10 năm 1945, một loạt sự kiện diễn ra liên quan đến người Á-Âu ủng hộ Hà Lan, và các hành động tàn bạo của những đám đông người Indonesia chống lại các tù binh người Âu. Đến cuối tháng 10 và đầu tháng 11, lãnh đạo của các tổ chức Hồi giáo đại chúng Nahdlatul Ulama và Masyumi tuyên bố rằng chiến tranh bảo vệ tổ quốc Indonesia là Thánh chiến, và do đó là một bổn phận đối với toàn thể người Hồi giáo. Kyai và các môn sinh của họ bắt đầu tràn vào Surabaya từ các trường nội trú Hồi giáo trên khắp Đông Java. Bung Tomo sử dụng sóng phát thanh địa phương nhằm khuyến khích không khí nhiệt tình cách mạng cuồng tín khắp thành phố. Sáu nghìn binh sĩ Ấn Độ thuộc Anh được phái đến thành phố vào ngày 25 tháng 10 nhằm sơ tán các tù binh người Âu và trong vòng ba ngày giao tranh bắt đầu. Sau giao tranh dữ dội giữa quân Ấn Độ thuộc Anh và khoảng 20.000 quân chính quy Indonesia có vũ trang thuộc Quân đội An ninh Nhân dân (TKR) mới thành lập và quần chúng gồm 70.000–140.000 người, lực lượng của Anh phóng thích các nhân vật có uy thế là Tổng thống Sukarno, Phó Tổng thống Hatta và Bộ trưởng Amir Sjarifuddin, và một lệnh ngưng chiến đạt được vào ngày 30 tháng 10.

## Khúc dạo dầu
Ngày 26 tháng 10 năm 1945, Chuẩn tướng A. W. S. Mallaby đạt được một hiệp định với Thống đốc tỉnh Đông Java của Cộng hòa Indonesia là Suryo, với nội dung là người Anh sẽ không yêu cầu binh sĩ/dân quân Indonesia bàn giao vũ khí của họ. Một sự hiểu lầm về hiệp định giữa binh sĩ Anh tại Jakarta (dưới quyền Philip Christison) và binh sĩ của Mallaby tại Surabaya gây hậu quả nghiêm trọng.
Lực lượng của Anh lúc đầu có 6.000 binh sĩ Ấn Độ được vũ trang hạng nhẹ song hùng mạnh từ Lữ đoàn bộ binh số 49 thuộc Sư đoàn Ấn Độ số 23. Khi trận đánh đạt đến đỉnh điểm, người Anh phái thêm quân bao gồm 24.000 binh sĩ được vũ trang đầy đủ từ Sư đoàn Ấn Độ số 5, 24 xe tăng, 24 máy bay vũ trang, 2 tàu tuần dương và 3 tàu khu trục.
Lực lượng Indonesia gồm có 20.000 binh sĩ từ Quân Bảo vệ Nhân dân (Tentara Keamanan Rakyat, TKR) mới được lập ra và ước tính có 20.000 thành viên không chính quy. TKR được thành lập từ các cựu thành viên của PETA , một tổ chức bán quân sự trong thời kỳ Nhật Bản chiếm đóng. Thành phần không chính quy gồm quần chúng ủng hộ độc lập, được vũ trang bằng súng trường, kiếm, và giáo. Một số loại vũ khí của họ được lấy từ các binh sĩ Nhật Bản đầu hàng.

## Trận chiến

### Bắt đầu
Ngày 27 tháng 10 năm 1945, một máy bay Anh từ Jakarta thả truyền đơn xuống Surabaya cố gắng thuyết phục toàn bộ binh sĩ và dân quân Indonesia giao vũ khí đầu hàng. Các thủ lĩnh của binh sĩ và dân quân Indonesia tức giận, nhìn nhận đây là hành động phá vỡ thỏa thuận đạt được với Mallaby từ trước đó. Ngày 28 tháng 10 năm 1945, họ tấn công các binh sĩ Anh tại Surabaya, giết khoảng 200 người. Ngày 30 tháng 10, người Anh phóng thích Sukarno (tổng thống của cộng hòa), Mohammad Hatta (phó tổng thống), và Amir Syarifuddin Harahap (bộ trưởng thông tin) đến Surabaya nhằm có thể đàm phán một lệnh ngưng chiến. Thiếu tướng Hawthorn (chỉ huy Sư đoàn Ấn Độ thuộc Anh số 23) và Chuẩn tướng Mallaby thương lượng và lệnh ngưng chiến lập tức được thực thi. Tuy nhiên, không lâu sau giao tranh lại tiếp tục do thông tin liên lạc xáo trộn và sự không tin tưởng giữa hai bên, dẫn đến trận chiến Surabaya.

### Cái chết của Chuẩn tướng Mallaby

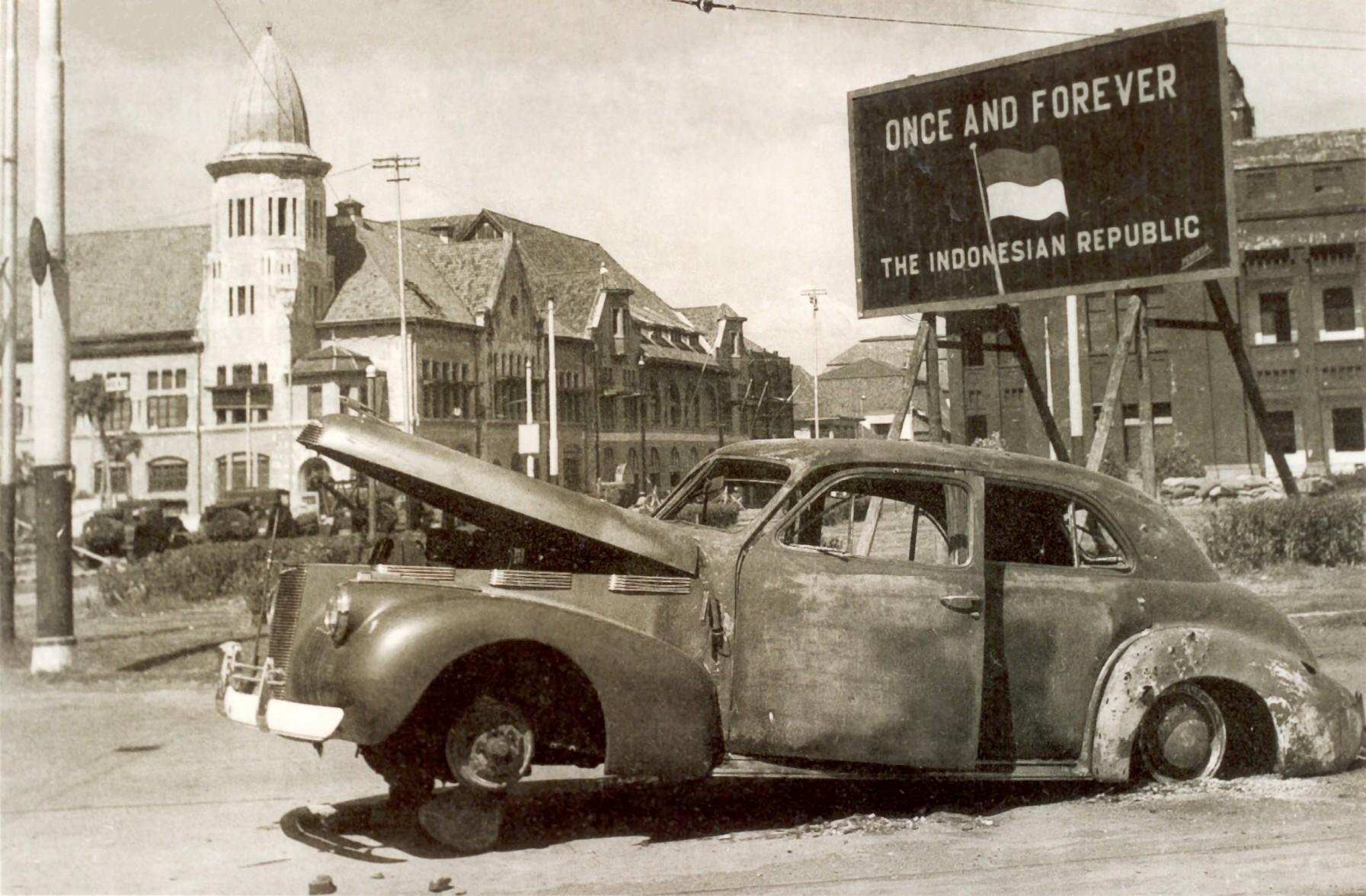
Chiếc ô tô của Chuẩn tướng Mallaby bị đốt cháy tại nơi ông bị giết vào ngày 31 tháng 10 năm 1945.

Ngày 30 tháng 10 năm 1945, Chuẩn tướng A. W. S. Mallaby, lữ đoàn trưởng quân Anh tại Surabaya, đang đi về Surabaya nhằm truyền tin tức về hiệp định mới đến các binh sĩ của mình. Lúc này, đội của Mallaby bị cấm mang theo bất kỳ vũ khí nào ngoài lựu đạn. Sau đó khi đang tuần tra, họ nhận được thông tin rằng hiện hữu lượng lớn dân quân Indonesia đang tiến đến Ngân hàng Quốc tế gần Jembatan Merah ("Cầu Đỏ"). Đội nhanh chóng đến khu vực và nhận thấy bị mắc kẹt trong làn đạn giữa các binh sĩ Hà Lan bảo vệ ngân hàng và dân quân địa phương. Khi ô tô của ông đến đồn quân Anh tại Tòa nhà Quốc tế gần Jembatan Merah, ô tô bị các dân quân Cộng hòa Indonesia bao vây. Ngay sau đó, Mallaby bị dân quân bắn chết trong hoàn cảnh hỗn loạn.
Đại úy R. C. Smith là người ở trong xe, ông tường trình rằng một thiếu niên Cộng hòa đột nhiên bắn chết Mallaby sau một cuộc đối thoại ngắn. Smith sau đó tường trình rằng ném một quả lựu đạn từ ô tô theo hướng mà ông nghĩ rằng tay súng đã ẩn nấp. Ông không chắc chắn có trúng mục tiêu hay không, song vụ nổ khiến ghế sau của ô tô bị bốc cháy. Tường thuật khác, theo cùng một nguồn, cho rằng đó là một tiếng nổ và không trúng tay súng đã giết Mallaby. Đội của Mallaby chạy và nhảy xuống sông Kalimas. Cái chết của Mallaby kích động phản ứng tức khắc trong quân đồng minh do họ biết rằng Mallaby vào hôm đó đang trong một sứ mệnh trung lập. Dù chi tiết chính xác có thế nào, thì cái chết của Mallaby là một bước ngoặt quan trọng đối với chiến sự tại Surabaya, và là chất xúc tác khiến chiến tranh bắt đầu. Người Anh lệnh cho người Indonesia đầu hàng, và đến ngày 10 tháng 11 họ phát động một cuộc tấn công trả đũa quy mô lớn.

### Trận chính

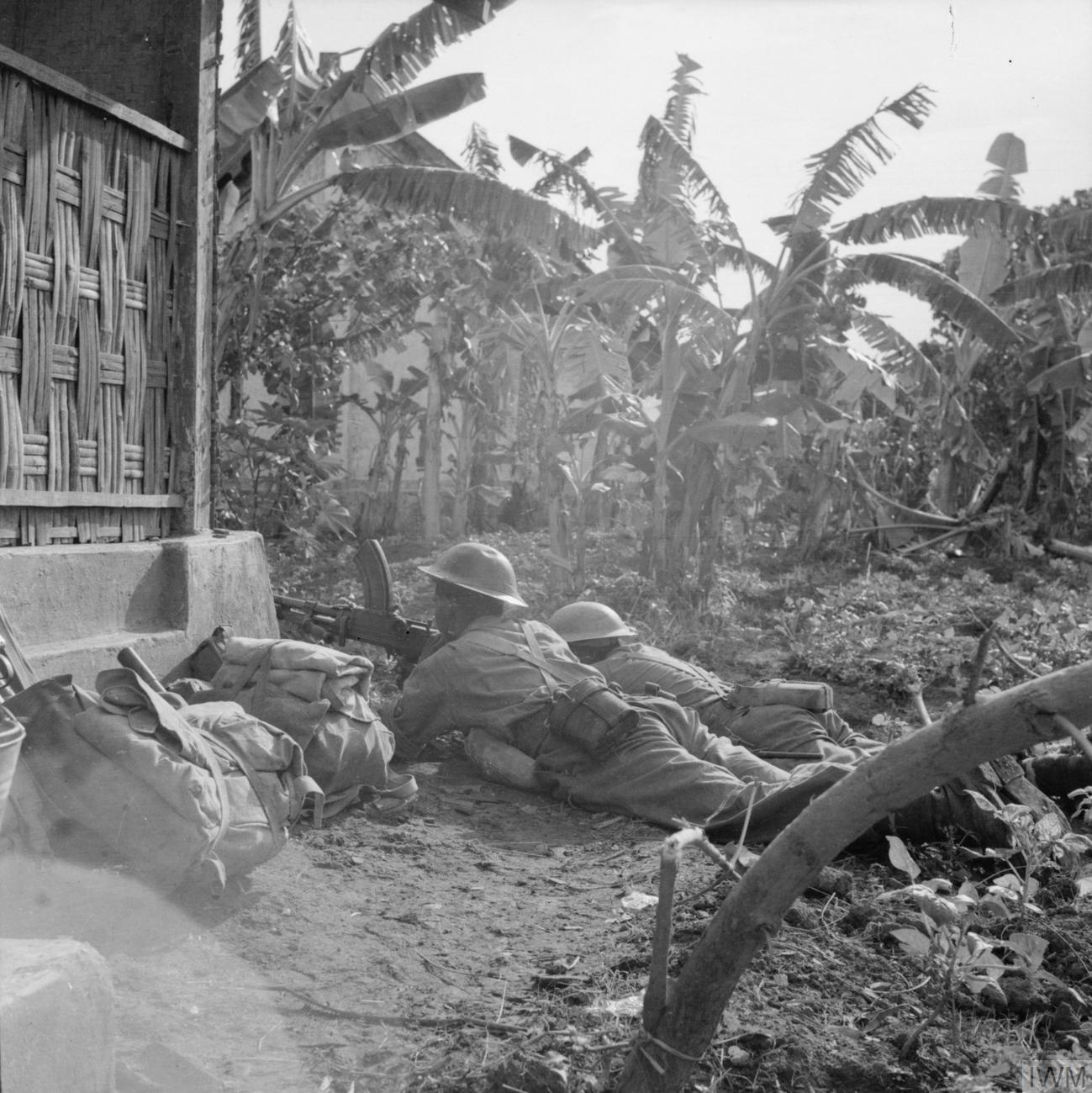
Các tay súng Bren thuộc Trung đoàn 3/9 chiến đấu chống các phần tử dân tộc chủ nghĩa Indonesia, khoảng 15–16 tháng 11 năm 1945.

Trung tướng Philip Christison tức giận khi ông hay tin rằng Mallaby bị giết tại Surabaya. Trong thời gian tạm lắng, người Anh đưa quân tiếp viện và sơ tán các tù binh. Thêm hai lữ đoàn (Ấn Độ số 9 và 123) thuộc Sư đoàn Ấn Độ số 5 dưới quyền chỉ huy của Robert Mansergh được triển khai cùng các xe tăng Sherman và Stuart, 2 tàu tuần dương và 3 tàu khu trục (gồm HMS Cavalier) nhằm hỗ trợ.
Rạng sáng ngày 10 tháng 11, là ngày mà hiện được kỷ niệm tại Indonesia với tên ngày Anh hùng, quân Anh bắt đầu tiến theo thứ tự qua thành phố với sự yểm hộ của các cuộc oanh tạc từ trên biển và trên không. Giao tranh ác liệt, các binh sĩ Anh vượt qua từng phòng trong các tòa nhà và củng cố chiến tích của họ. Bất chấp kháng cự kịch liệt của người Indonesia, một nửa thành phố bị chinh phục trong vòng ba ngày và giao tranh diễn ra trong ba tuần (đến 29 tháng 11). Ước tính số người Indonesia thiệt mạng dao động từ 6.300 đến 15.000, và có thể có đến 200.000 đào thoát khỏi thành phố đã hoang tàn. Thương vong của các binh sĩ Ấn Độ thuộc Anh tổng cộng là khoảng 295.

## Hậu quả
Lực lượng Cộng hòa tổn thất nhiều nhân lực, việc để mất đi vũ khí cũng cản trở nghiêm trọng các nỗ lực quân sự của họ trong giai đoạn còn lại của cuộc đấu tranh giành độc lập. Trận Surabaya là giao tranh đơn lẻ có nhiều người thiệt mạng nhất trong chiến tranh, và biểu thị quyết tâm của lực lượng dân tộc chủ nghĩa nghèo khổ; sự hy sinh của họ trở thành một biểu trưng và tập hợp dư luận quần chúng cho cách mạng. Nó cũng khiến người Anh miễn cưỡng tham dự chiến tranh, cân nhắc cách kéo dài lợi ích của họ tại Đông Nam Á trong giai đoạn sau khi Nhật Bản đầu hàng; trong vòng vài năm, Anh công khai ủng hộ sự nghiệp của những người Cộng hòa tại Liên Hợp Quốc. Đây cũng là một bước ngoặt đối với người Hà Lan do nó loại bỏ bất kỳ hoàn nghi nào về việc phe Cộng hòa là một lực lượng kháng cự được tổ chức tốt và được dân chúng ủng hộ. Đến tháng 11 năm 1946, binh sĩ Anh cuối cùng rời khỏi Indonesia. Tượng đài "Các anh hùng ngày 10 tháng 11" tại Surabaya được xây dựng nhằm kỷ niệm sự kiện này, và ngày 10 tháng 11 nay được kỷ niệm tại Indonesia với tên gọi là "Ngày Anh hùng" nhằm tưởng nhớ trận chiến.
Cảm tình viên Indonesia là K'tut Tantri cũng chứng kiến trận Surabaya, sau đó bà tường thuật nó trong hồi ký Revolt in Paradise. Trước giao tranh, bà và một nhóm phiến quân Indonesia liên kết với Bung Tomo để thành lập một đài phát thanh bí mật tại thành phố, phát sóng các thông điệp ủng hộ lực lượng Cộng hòa Indonesia hướng đến các binh sĩ Anh trong thành phố. Bà lưu ý rằng một số binh sĩ Anh không hài lòng về việc người Hà Lan lừa dối họ rằng lực lượng Cộng hòa Indonesia là bù nhìn của Nhật Bản và là các phần tử cực đoan. Sau khi Anh oanh tạc thành phố, Tantri liên lạc với một số nhà ngoại giao và tham tán thương mại của Đan Mạch, Liên Xô và Thụy Điển tại thành phố. Họ chấp thuận thông báo cho các chính phủ của mình về giao tranh tại Surabaya và ra tuyên bố chung phản đối các hành động quân sự của Anh.